# Municipio de Union (condado de Clinton, Indiana)
El municipio de Union (en inglés: Union Township) es un municipio ubicado en el condado de Clinton en el estado estadounidense de Indiana. En el año 2010 tenía una población de 973 habitantes y una densidad poblacional de 18,86 personas por km².

## Geografía
El municipio de Union se encuentra ubicado en las coordenadas 40°19′20″N 86°31′21″O / 40.32222, -86.52250. Según la Oficina del Censo de los Estados Unidos, el municipio tiene una superficie total de 51.58 km², de la cual 51,29 km² corresponden a tierra firme y (0,56 %) 0,29 km² es agua.

## Demografía
Según el censo de 2010, había 973 personas residiendo en el municipio de Union. La densidad de población era de 18,86 hab./km². De los 973 habitantes, el municipio de Union estaba compuesto por el 98,66 % blancos, el 0,51 % eran asiáticos, el 0,62 % eran de otras razas y el 0,21 % eran de una mezcla de razas. Del total de la población el 1,75 % eran hispanos o latinos de cualquier raza.